# Teresa Remiszewska

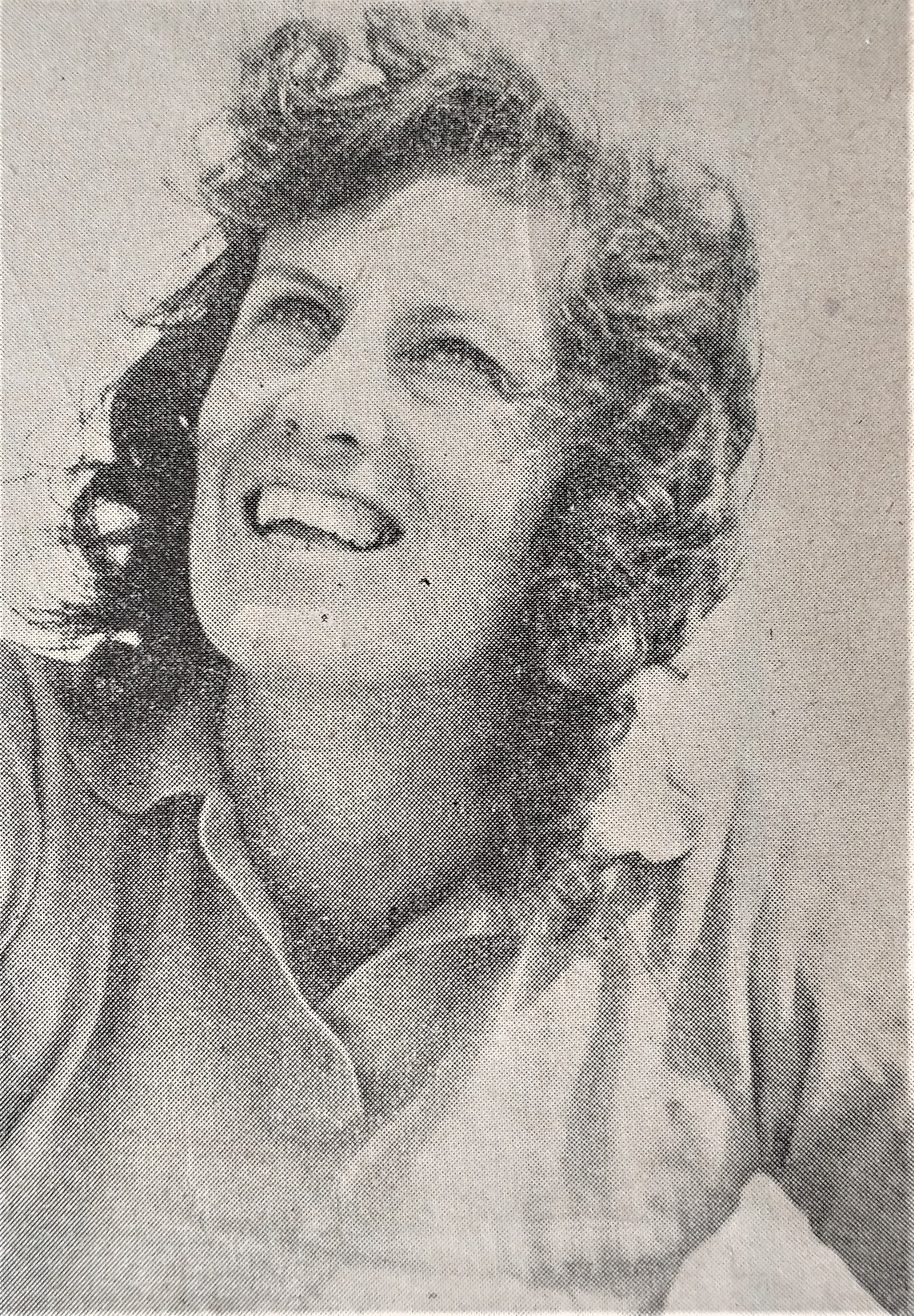
Teresa Remiszewska, 1973

Teresa Remiszewska (* 19. Juni 1928 in Birnbaum; † 2. März 2002 in Sopot) war eine polnische Seglerin.
Remiszewska wurde bekannt als erste Polin, die als Alleinseglerin den Atlantik überquerte. Sie segelte im Jahr 1972 in 67 Tagen 2.800 Seemeilen allein über den Atlantik.